# Yoshiki Tanaka
O Dr. Yoshiki Tanaka (田中芳樹, Tanaka Yoshiki), nascido em 22 de outubro de 1952, é um romancista japonês. Ele nasceu na província de Kumamoto e doutorou-se em Língua e Literatura Japonesa na Escola de Graduação da Universidade de Gakushuin, em Tóquio. A escrita do seu nome (Yoshiki (芳樹, Yoshiki)) em kanji tem uma alteração de um caractere em relação ao seu nome real Yoshiki (美樹), porém possui a mesma leitura.
Seus maiores trabalhos incluem a série de romances fantásticos Arslān Senki (アルスラーン戦記), também conhecida como The Heroic Legend of Arslān, e a série de romances de ficção científica space opera chamada Ginga eiyū densetsu (銀河英雄伝説), também conhecida como Legend of the Galactic Heroes. Ambos foram adaptados como anime e mangá. Suas obras de fantasia também incluem a série de romances Sōryūden (創竜伝), que também foi adaptada em anime.
Tanaka é um ávido fã da história da China e escreveu alguns de seus romances baseados no país. Ele também publicou duas traduções da literatura chinesa: Suí Tángyǎn Yì (em chinês: 隋唐演義, algo como "A história das Dinastias Sui e Tang") e Shuō Yuèquán Zhuàn (em chinês: 說岳全傳, algo como "A história de Yue Fei"), publicado como Gakuhi Den (岳飛伝, Gakuhiden).

## Maiores obras
- Legend of the Galactic Heroes (銀河英雄伝説, Ginga eiyū densetsu, 1981–1987)
- The Heroic Legend of Arslān (アルスラーン戦記, Arslān Senki, Parte Um 1986–1990, Parte Dois 1991–atualmente)
- Sōryūden (創竜伝, 1987–atualmente)
- Yakushiji Ryōko no Kaiki Jikenbo (薬師寺涼子の怪奇事件簿, 1996–atualmente)
- Tytania (タイタニア, 1988–atualmente)
- Yabō Enbukyoku (野望円舞曲, em co-autoria com Yuki Oginome)

## Prêmios
- 1988 - Prêmio Seiun por Legend of the Galactic Heroes